# Sullivan’s Island
Sullivan’s Island – miasto w Stanach Zjednoczonych, w stanie Karolina Południowa, w hrabstwie Charleston.